# Salili
Der Salili ist ein Berg im osttimoresischen Verwaltungsamt Lolotoe (Gemeinde Bobonaro). Er befindet sich im Südosten Lolotoes, im Nordosten der Aldeia Mape (Suco Opa). Er hat eine Höhe von 575 m.
Südwestlich liegt der Foho Gelapor (619 m) und östlich der Zoba (593 m). Nördlich fließt der Foura am Berg vorbei. Südlich des Foura gibt es in Opa keine Besiedlung. und unbesiedelt. Die Region ist von dichten Tiefland-Feuchtwäldern bedeckt.